# Alloeocarpa loculosa
Alloeocarpa loculosa är en sjöpungsart som beskrevs av Monniot 1975. Alloeocarpa loculosa ingår i släktet Alloeocarpa och familjen Styelidae. Inga underarter finns listade i Catalogue of Life.